# Kid Nation

Kid Nation est une émission de téléréalité américaine créée en 2007 par Tom Forman, Jonathan Karsh et Endemol USA. Le programme, réunissant 40 enfants âgés de 8 à 15 ans, a été réalisé au Bonanza Creek Movie Ranch, une ville privée sur les ruines de Bonanza City au Nouveau-Mexique, à 13 km au sud de Santa Fe. Le tournage a débuté le 1er avril 2007. Dans cette émission, les enfants essayent de créer une société fonctionnelle dans une ville, incluant la création d'un gouvernement, avec le minimum d'aide et de supervision des adultes. L'émission était officiellement prévue pour l'été 2007.
L'émission souligne la difficulté de créer une société viable. Chaque enfant a reçu 5 000 dollars pour sa participation, ainsi que des Gold Stars (13, de 20 000 et 3 de 50 000 dollars) qui furent distribuées par les Town Councils.
Le 14 mai 2008, CBS a officiellement arrêté le programme.

## Liste des épisodes
| N°. | Titre des épisodes              | Jours | Publication  | Upper-Class    | Merchants      | Cooks          | Laborers       | Town Bonus                                       | Gold Star                | Départs               | Nielsen Ratings | Nielsen Ratings |
| N°. | Titre des épisodes              | Jours | Publication  | Upper-Class    | Merchants      | Cooks          | Laborers       | Town Bonus                                       | Gold Star                | Départs               | Households      | Adultes 18-49   |
| --- | ------------------------------- | ----- | ------------ | -------------- | -------------- | -------------- | -------------- | ------------------------------------------------ | ------------------------ | --------------------- | --------------- | --------------- |
| 1   | I'm Trying to be a Leader Here! | 1-4   | 19 septembre | Red            | Blue           | Yellow         | Green          | Sept toilettes                                   | Sophia                   | Jimmy                 | 5.8/10          | 3.0/9           |
| 2   | To Kill or Not to Kill          | 5-7   | 26 septembre | Blue           | Red            | Yellow         | Green          | Aucun (tâche ratée)                              | Michael                  | Aucun                 | 4.8/8           | 2.8/8           |
| 3   | Deal With It!                   | 8-10  | 3 octobre    | Yellow         | Blue           | Green          | Red            | Micro-onde et coca-cola                          | Mallory                  | Aucun                 | 4.7/8           | 2.4/7           |
| 4   | Bless Us and Keep Us Safe       | 11-13 | 10 octobre   | Blue           | Red            | Yellow         | Green          | Livres religieux                                 | Morgan                   | Cody                  | 4.3/7           | 2.0/6           |
| 5   | Viva La Revolución!             | 14-16 | 17 octobre   | Yellow         | Green          | Red            | Blue           | Produits de beauté                               | Greg                     | Aucun                 | 4.7/8           | 2.4/7           |
| 6   | Bonanza is Disgusting           | 17-19 | 24 octobre   | Red            | Green          | Yellow         | Blue           | Fruits et légumes                                | DK                       | Aucun                 | 5.1/8           | 2.5/7           |
| 7   | The Root Of All Evil            | 20-22 | 31 octobre   | Blue           | Yellow         | Green          | Red            | Nouveaux vêtements et une blanchisserie gratuite | Nathan                   | Aucun                 | 4.4/8           | 2.0/7           |
| 8   | Starved for Entertainment       | 23-25 | 7 novembre   | Green          | Blue           | Red            | Yellow         | Aucun (Tâche ratée)                              | Kennedy                  | Aucun                 | 4.5/7           | 2.1/6           |
| 9   | Not Even Close to Fair          | 26-28 | 14 novembre  | Blue           | Yellow         | Green          | Red            | Aucun (Tâche ratée)                              | Blaine                   | Randi                 | 4.7/8           | 2.4/7           |
| 10  | Let Me Talk!                    | 29-31 | 21 novembre  | Blue           | Green          | Yellow         | Red            | Lettres de la famille                            | Laurel                   | Aucun                 | 4.3/7           | 2.0/6           |
| 11  | I Just Like The Recess Part     | 32-34 | 28 novembre  | Green          | Blue           | Yellow         | Red            | Salle d'arcade                                   | Hunter                   | Aucun                 | 4.5/7           | 2.1/6           |
| 12  | Where's Bonanza, Dude?          | 35-37 | 5 décembre   | Green          | Red            | Blue           | Yellow         | Voyage en montgolfière                           | Alex                     | Aucun                 | 4.5/7           | 2.2/6           |
| 13  | We've All Decided to Go Mad     | 38-40 | 12 décembre  | Aucun district | Aucun district | Aucun district | Aucun district | Trois Gold Stars de $50.000                      | Zach Sophia Morgan Miglė | Aucun (épisode final) | 4.5/7           | 2.2/6           |

### US Nielsen Ratings
| Numéro d'épisode | Épisode                         | Vue (millions) |
| ---------------- | ------------------------------- | -------------- |
| 1                | I'm Trying to Be a Leader Here! | 9,07           |
| 2                | To Kill or Not to Kill          | 7,6            |
| 3                | Deal With It!                   | 7,51           |
| 4                | Bless Us and Keep Us Safe       | 7,01           |
| 5                | Viva La Revolucion!             | 7,41           |
| 6                | Bonanza is Disgusting           | 8,03           |
| 7                | The Root of All Evil            | 6,89           |
| 8                | Starved for Entertainment       | 7,16           |
| 9                | Not Even Close to Fair          | 7,53           |
| 10               | Let Me Talk!                    | 6,88           |
| 11               | I Just Like the Recess Part     | 7,29           |
| 12               | Where's Bonanza, Dude?          | 7.2            |
| 13               | We've All Decided to Go Mad!    | 7,35           |

## Participants
1 Original district
2 Couleur finale de district ou noir si le participant a quitté.
| 1 | 2 | Nom      | Âge | État             | Town Council      | Gold Star       | Départ  | Note(s)                                          |
| - | - | -------- | --- | ---------------- | ----------------- | --------------- | ------- | ------------------------------------------------ |
| B | B | Alex     | 9   | Nevada           |                   | jour 37         | 40      |                                                  |
| B | B | Anjay    | 12  | Texas            | jour 1 - jour 29  | 41              | 40      |                                                  |
| B | Y | Blaine   | 14  | Floride          | jour 29 - jour 40 | jour 28         | 40      | Change de district à l'épisode 9                 |
| Y | Y | Brett    | 11  | Minnesota        |                   | 41              | 40      |                                                  |
| G | G | Campbell | 10  | Géorgie          |                   | 41              | 40      |                                                  |
| Y | Z | Cody     | 9   | Ohio             |                   | 41              | jour 13 |                                                  |
| Y | Y | Colton   | 11  | Nevada           |                   | 41              | 40      |                                                  |
| R | R | Divad    | 11  | Géorgie          |                   | 41              | 40      |                                                  |
| R | R | DK       | 14  | Illinois         | jour 29 - jour 40 | jour 19         | 40      |                                                  |
| R | B | Emilie   | 9   | Nevada           |                   | 41              | 40      | Change de district a l'épisode 9                 |
| G | G | Eric     | 14  | New Jersey       |                   | 41              | 40      |                                                  |
| B | B | Gianna   | 10  | Illinois         |                   | 41              | 40      |                                                  |
| B | B | Greg     | 15  | Nevada           | jour 29 - jour 40 | jour 16         | 40      | Plus vieux participant                           |
| R | R | Guylan   | 11  | Massachusetts    | jour 16 - jour 29 | 41              | 40      |                                                  |
| G | G | Hunter   | 12  | Géorgie          |                   | jour 34         | 40      |                                                  |
| R | R | Jared    | 11  | Géorgie          |                   | 41              | 40      |                                                  |
| R | R | Jasmine  | 11  | Géorgie          |                   | 41              | 40      |                                                  |
| G | Z | Jimmy    | 8   | New Hampshire    |                   | 41              | jour 4  | Plus jeune participant                           |
| Y | Y | Kelsey   | 11  | Pennsylvanie     |                   | 41              | 40      |                                                  |
| G | G | Kennedy  | 12  | Kentucky         |                   | jour 25         | 40      |                                                  |
| G | G | Laurel   | 12  | Massachusetts    | jour 1 - jour 29  | jour 31         | 40      |                                                  |
| Y | Y | Leila    | 9   | Caroline du Nord |                   | 41              | 40      |                                                  |
| R | R | Madison  | 11  | Texas            |                   | 41              | 40      |                                                  |
| R | R | Maggie   | 14  | Minnesota        |                   | 41              | 40      |                                                  |
| B | B | Mallory  | 8   | Indiana          |                   | jour 10         | 40      | 9e anniversaire durant l'épisode 3 Sœur d'Olivia |
| R | R | Markelle | 12  | Géorgie          |                   | 41              | 40      |                                                  |
| G | G | Michael  | 14  | Washington       | jour 29 - jour 40 | jour 7          | 40      | 15e anniversaire durant l'épisode 11             |
| B | B | Migle    | 13  | Illinois         |                   | jour 40         | 40      |                                                  |
| R | R | Mike     | 11  | Washington       | jour 1 - jour 16  | 41              | 40      |                                                  |
| G | G | Morgan   | 12  | Indiana          |                   | jour 13 jour 40 | 40      |                                                  |
| B | B | Natasha  | 13  | Floride          |                   | 41              | 40      |                                                  |
| B | R | Nathan   | 11  | Illinois         |                   | jour 22         | 40      | Change de district a l'épisode 9                 |
| B | B | Olivia   | 12  | Indiana          |                   | 41              | 40      | Sœur de Mallory                                  |
| Y | Y | Pharaoh  | 12  | Pennsylvanie     |                   | 41              | 40      |                                                  |
| Y | Z | Randi    | 11  | Nevada           |                   | 41              | jour 28 |                                                  |
| G | G | Savannah | 10  | Kentucky         |                   | 41              | 40      |                                                  |
| G | G | Sophia   | 14  | Floride          |                   | jour 4 jour 40  | 40      | Nommé town sheriff à l'épisode 11                |
| Y | Y | Sophie   | 10  | Washington       |                   | 41              | 40      |                                                  |
| Y | Y | Taylor   | 10  | Géorgie          | jour 1 - jour 16  | 41              | 40      | 11e anniversaire durant l'épisode 7              |
| Y | Y | Zach     | 10  | Floride          | jour 16 - jour 29 | jour 39         | 40      |                                                  |